# 孙公绂
孙公绂，宋朝政治人物。
孙公绂曾于1133年接替吕应问任华亭县知县一职，1136年由詹尧可接任。